# Valhall Park

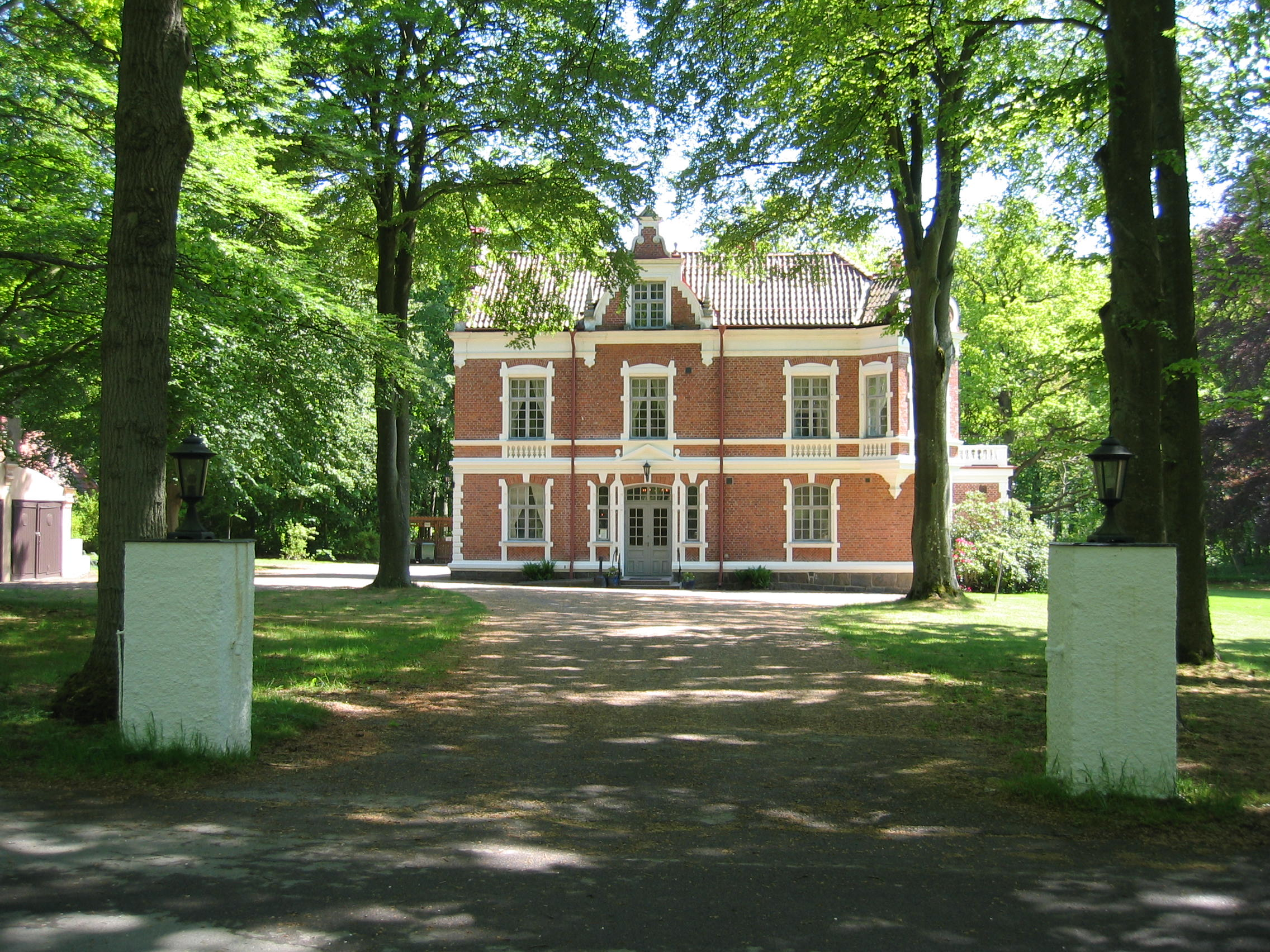
Slottet Valhall Park

Valhall Park är området som användes av den tidigare flygflottiljen F 10 vid Barkåkra utanför Ängelholm. Flygflottiljen fanns här under åren 1945-2002. Efter denna period omvandlades området för användning av företag, hotell och industrier. En landningsbana finns kvar och används för civil flygtrafik vid Ängelholm-Helsingborg flygplats, som ligger öster om Valhall Park.
Valhall Park ägs och förvaltas av Peab Park AB. Många av byggnaderna har fyllts med nya verksamheter och anpassats till nya funktioner sedan Peab Park AB tog över området år 2006. Inom området finns idag bland annat Friskis & Svettis, Ängelholms flygmuseum, Koenigsegg (tillverkare av sportbilar), Valhall College (del av Ängelholms gymnasieskola med program inom barn & fritid, bygg, fordon, friskvård samt hotell & restaurang), Peab-skolan (friskola; gymnasieutbildning med bygginriktning), Hotel Valhall Park samt många fler verksamheter.

### Webbkällor
- Flyget öppnar för mer hotell på Valhall park (HD,2010-02-15)